# Astron Belt
Astron Belt est un jeu laserdisc de combat spatial en vue à la troisième personne développé et édité en 1983 par Sega au Japon et édité par Bally Midway aux États-Unis. Le jeu est généralement considéré comme le premier jeu laserdisc,,,. Le jeu est porté sur ordinateur MSX.
Le joueur contrôle un vaisseau spatial et doit détruire les ennemis. Le jeu est dévoilé à AMOA Trade Show qui se déroule en 1982 à Chicago et marque le début de l'engouement pour les jeux laserdisc dans l'industrie du jeu vidéo. Sa sortie au Japon l'année suivante marque la première exploitation commerciale d'un jeu laserdisc. Cependant, sa sortie aux États-Unis est retardée en raison de plusieurs bugs matériels et logiciels, laissant Dragon's Lair arriver sur le marché avant aux États-Unis. Astron Belt est cependant le premier jeu laserdisc édité en Europe.
Astron Belt est commercialisé en borne d'arcade verticale et une borne sous forme de cockpit dans laquelle le joueur s'assoie. Le poste de pilotage est équipé de boutons éclairés sur le panneau de commande, d'un écran de 25 pouces (19 pouces pour la version verticale, et d'un siège vibrant.